# Ligia
Ligia sind eine Gattung von Landasseln. Sie leben in der Spritzzone von marinen Felsstränden.

## Merkmale
Ligia sind größer als Kellerasseln und erreichen Längen bis zu wenigen Zentimetern. Einige Formen der Gattung Ligia besitzen eine nicht sehr kräftig ausgeprägte Höckerung, die in Zusammenhang steht mit einem als Feindschutz dienenden Anpressverhalten. Die flinkeren Ligia-Arten mit längeren Beinen besitzen hingegen weder eine deutliche Höckerung noch das Anpressverhalten.

## Lebensraum und Verbreitung
Der Lebensraum der Ligia-Arten befindet sich in der Spritzzone von marinen Felsstränden. Sie kommen bis auf die polaren Regionen nahezu weltweit an den Meeresküsten vor. Es gibt jedoch auch einige wenige Arten, die in feuchten Wäldern im Landesinneren vorkommen, zum Beispiel Ligia platycephala aus Südamerika.
Innerhalb Europas ist im Mittelmeergebiet und am Schwarzen Meer Ligia italica verbreitet, Ligia oceanica kommt an der Nord- und Ostsee sowie an der Atlantikküste vor. Bei keiner der Arten wurde der Gefährdungsstatus durch die IUCN geprüft, weshalb sie nicht in der Roten Liste der gefährdeten Tierarten enthalten sind. 

## Lebensweise
Ligia ernähren sich als Saprophagen von Detritus, welcher an Stränden und in Häfen anfällt.

## Arten
Quelle:
- Ligia australiensis
- Ligia baudiniana
- Ligia boninensis
- Ligia cinerascens
- Ligia curvata
- Ligia dentipes
- Ligia dilatata
- Ligia dioscorides
- Ligia exotica
- Ligia ferrarai
- Ligia filicornis
- Ligia glabrata
- Ligia gracilipes
- Ligia hachijoensis
- Ligia hawaiensis
- Ligia italica
- Ligia latissima
- Ligia litigiosa
- Ligia malleata
- Ligia miyakensis
- Ligia natalensis
- Ligia novizealandiae
- Ligia occidentalis
- Klippenassel (Ligia oceanica)
- Ligia pallasii
- Ligia pallida
- Ligia perkinsi
- Ligia philoscoides
- Ligia pigmentata
- Ligia platycephala
- Ligia rugosa
- Ligia ryukyuensis
- Ligia saipanensis
- Ligia simoni
- Ligia taiwanensis
- Ligia vitiensis
- Ligia yamanishii